# Bíró László (tábori püspök)
Bíró László (Szekszárd, 1950. október 31. –) magyar katolikus püspök, 2009-től 2021-ig katonai ordinárius (tábori püspök).

## Pályafutása
A győri Czuczor Gergely Bencés Gimnáziumban érettségizett, majd a Győri Hittudományi Főiskolán folytatott filozófiai és teológiai tanulmányokat. 1974. június 23-án szentelték pappá Szekszárdon.
Húsz éven át a Pécsi egyházmegye szolgálatában állt. 1974–1977-ig segédlelkész Mágocson, 1977-ben káplán Szigetváron. 1977–1978-ban káplán a Pécsi székesegyházban, közben 1978-ban szentszéki jegyző. 1980–1989-ig püspöki szertartó és titkár, közben 1983-ban az Egyházmegyei Hivatásgondozó Bizottság moderátora. 1989–1994-ig a Pécsi székesegyház plébánosa, közben 1990-ben püspöki bírósági helynök, 1991-ben mesterkanonok és 1994-ben teológiai tanár.

### Püspöki pályafutása
1994. április 18-án II. János Pál pápa Castra Galbae-i címzetes püspökké és kalocsa-kecskeméti segédpüspökké nevezte ki. 1994. május 21-én szentelték püspökké a kecskeméti Társszékesegyházban. Jelmondata: Tecum pro te (Veled, érted).
1994. június 1-jétől 1995. augusztus 1-jéig a Kalocsa-Kecskeméti főegyházmegye helynöke volt. Emellett 1995–2000-ig a Főegyházmegyei Szinódus koordinátori feladatait is ellátta.
1994-től a Magyar Katolikus Püspöki Konferencia Családügyi Bizottságának elnöke, és egyidejűleg a budapesti Központi Papnevelő Intézet rektora és az Egyetemi templom igazgatója (1995. augusztus 15-től). 2003-tól a Magyar Katolikus Püspöki Konferencia Hitoktatási Bizottságának is elnöke.
2009-től tábori püspök.

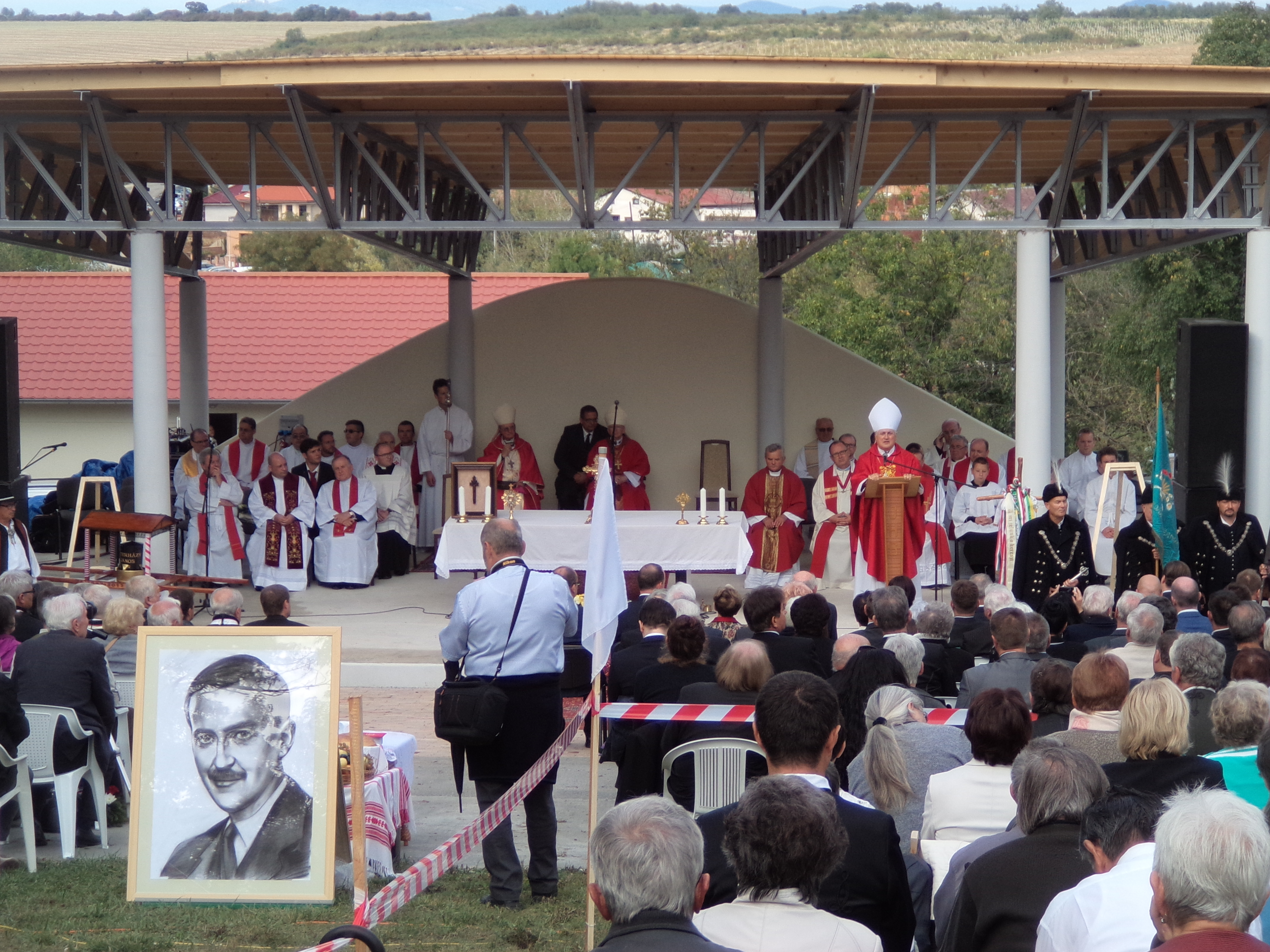
2017-ben Esterházy újratemetésén

2017. szeptember 16-án Alsóbodokon részt vállalt Esterházy János újratemetésén.

## Elismerései
2012. március 15-én a Magyar Köztársasági Érdemrend középkeresztje polgári tagozata kitüntetést kapta.

## Művei
- Hívom a családokat. Bíró Lászlóval beszélget Simon Erika; Kairosz, Bp., 2007 (Miért hiszek?)
- Rendelkezésre állok. Elmer István és Kipke Tamás beszélgetése Bíró László tábori püspökkel; Szent István Társulat, Bp., 2013 (Pásztorok)
- A lélek útjain. Bíró László püspökkel beszélget Simon Erika; Kairosz, Bp., 2014 (Magyarnak lenni)
- Hívom a családokat, 2005. június–2009. december; Pécsi Egyházmegye Családreferatúra–Schubert Grafikai Stúdió, Szekszárd, 2015
- Osztatlan szívvel. A püspök atyával Karikó Éva beszélget hitről, szerelemről és hitvestársi szeretetről; Szt. István Társulat, Bp., 2022.